# Castle Hill (Bronx)
Castle Hill è un quartiere residenziale della città statunitense di New York, situato nell'area centro meridionale del distretto (borgo) del Bronx. Fa parte della nona area. I suoi confini, partendo da nord sono: Westchester-Waterbury Avenues a nord, il fiume Hutchinson a est, l'East River a sud, e White Plains Road a ovest. Il Bruckner Expressway divide il quartiere al centro. Castle Hill Avenue è la via principale di Castle Hill. La linea locale della metropolitana è la numero 6, operativa lungo Westchester Avenue. I prefissi telefonici includono 10462, 10472, e 10473. L'area viene perlustrata dal 43simo distretto di polizia, che ha sede al 900 Fteley Avenue nella sezione Soundview del Bronx. La New York City Housing Authority (NYCHA) è controllata dalla P.S.A. 8 al 2794 Randall Avenue nella sezione del Throgs Neck.

## Demografia
Castle Hill ha una popolazione di oltre 35 000 abitanti. Il quartiere ha un'alta concentrazione di Portoricani ed è popolata anche da un considerevole numero di afro-americani. Oltre il 20% della popolazione possiede un tenore di vita molto basso. La grande maggioranza delle famiglie sono affittuarie.

## Terreno e suo uso
Castle Hill è dominata da molte case unite di vario genere. ci sono anche tenute concentrate vicino al El sul Westchester Avenue. L'area territoriale totale è all'incirca di 2 km quadri. L'area è pianeggiante. C'è una piccola area di industrie situata lungo il fiume Hutchinson e il Zerega Avenue. Il Zerega Industrial Park.

## Storia
Castle Hill era una volta una comunità integrata. Le case popolari, costruite negli anni '60 erano destinate ad essere abitazioni per impiegati New Yorkesi: poliziotti, impiegati nei trasporti, pompieri etc. Alla fine degli anni '60 Mayor Lindsey stabilì che il fatto che impiegati di New York City residenti in questa e in altre case popolari di New York non era costituzionale. Di conseguenza, agli abitanti del "la sezione 8" furono assegnate case unite. Così il crimine aumentò a Castle Hill. Droga (eroina) e altri violenti reati divennero sempre più comuni. Il commercio continuò ad essere sempre operativo, ma subì danni a causa del crimine incalzante. I vari negozi sul Castle Hill Avenue cercarono di sostenere il commercio come fece il Pool, il fondo monetario comune, durante questo periodo. Il "Food Fair" (supermarket) decise di svendere. La gente che viveva nelle case popolari divenne molto interessata alla salute delle loro famiglie. Gran parte delle famiglie dei lavoratori di New York city, non volevano sottoporre i propri figli a indesiderate situazioni sgradevoli che divennero sempre più un luogo comune:
rifiuti sparsi per gli scalini 
furti
ritrovamento di rifiuti in numero sproporzionato e cadaveri agli ingressi degli edifici
sparatorie nelle strade
Queste pressioni portarono la comunità alla divisione in fazioni. Il risultato si presenta essere non un gran bel quadro di un luogo che una volta era davvero piacevole per starci. 
Comunque tra i '60 e i '70 il decadimento colpì l'area e vi fu una sorta di fuga. Gran parte del quartiere non progredì e fu lasciato in balia del decadimento. alcune case furono abbandonate e auto rovinate e striate lasciate sui cigli dei marciapiedi era una vista ordinaria. L'area intorno alle case di Castle Hill fu specialmente dannieggiata dal peggioramento delle condizioni nelle case popolari. Per il tempo in cui il declino era devastante l'area di Castle Hill era nota solo per la grande presenza di crimini violenti seguiti dallo spaccio di droga.
Oggi crimini violenti e altre questioni sociali associate con la povertà rappresentano ancora un problema nella comunità. Nuovi sforzi son stati effettuati per combattere il crimine e incentivare lo sviluppo nelle zone carenti. Recentemente cinque nuovi quartieri di case unite furono costruite da Castle Hill Park sino alla punta meridionale di Castle Hill Avenue. Queste case segnano un nuovo inizio per una comunità che ha avuto a che fare con grandi quantità di violenza e altri problemi sociali per secoli. C'è ancora molto da fare ma i nuovi sviluppi residenziali mirati alle famiglie locali sono un passo in una positiva direzione per la comunità.

## Problemi sociali
I problemi sociali riscontrati a Castle Hill sono, anche se in forma minore, questioni riscontrate anche in passato, relativi a spaccio di droga come l'eroina e alla povertà, senza contare il gran numero di disoccupati.

## Rinnovamento urbano
Dopo che un incendio danneggiò le piccole comunità di New York City per tutti gli anni '70, alcune strutture residenziali a Castle Hill vennero lasciate gravemente danneggiate o distrutte. Nello stesso tempo gran parte del territorio non sviluppato nella comunità fu lasciato in decadenza. Molte abitazioni sono state riabilitate molte altre abitazioni di città furono sovvenzionate e nuovi appartamenti sono stati o vengono costruiti negli spazi mancanti lungo il quartiere.

## Educazione
St. Raymond Academy for Girls, un liceo femminile.